# 메트로니다졸
메트로니다졸(metronidazole, 그 중 브랜드명은 Flagyl)은 항생물질이자 항원충제이다. 단독으로 사용되거나 골반염, 심내막염, 세균성 질염 치료를 위해 다른 항생물질과 함께 사용된다. 메디나충증, 편모충증, 질편모충증, 아메바성 감염에 효과적이다. 낮은 정도의 클로스트리디움 디피실 감염증의 최초 단계의 경우 반코마이신이나 피닥소마이신을 사용할 수 없을 때 선택사항이다. 메트로니다졸은 구강으로, 크림으로, 또는 정맥 주사를 통해 복용할 수 있다.
일반적인 부작용으로는 구역질, 철맛, 식욕 부진, 두통이 포함된다. 이따금씩 뇌전증 발작, 약물에 대한 알레르기가 발생할 수 있다. 임신 초기에 메트로니다졸을 사용하지 않는 것이 좋다는 의견이 있는 반면, 질편모충증의 경우는 안전하다는 견해가 있다. 모유 수유 중에는 사용하지 않는 것이 좋다.
메트로니다졸은 1960년에 프랑스에서 상용화되기 시작했다. 의료제도에서 필수적인 가장 효과적이고 안전한 약물 목록인 WHO 필수 의약품 목록에 등재되어 있다. 전 세계 대부분의 지역에서 구매할 수 있다. 알약은 상대적으로 저렴한 편으로, 개별적으로 0.01~0.10 USD의 비용이 소요된다. 미국에서는 10일 간의 치료 기준으로 대략 26 USD가 소요된다.